# Shadow of the Day
"Shadow of the Day" é um single da banda norte-americana Linkin Park, lançado em 2007.

## Faixas

### CD 1
1. "Shadow of the Day" - 4:16
2. "Bleed It Out" (ao vivo em um concerto realizado dia 29 de agosto de 2007) - 6:07

### CD 2
1. "Shadow of the Day"
2. "Bleed It Out" (ao vivo em um concerto realizado dia 29 de agosto de 2007)
3. "No More Sorrow" - 3:45

### 7" (picture disc)
1. "Shadow of the Day"
2. "No More Sorrow"

### DVD
Um DVD promocional foi lançado, contendo o videoclipe da canção.

## Videoclipe
O videoclipe foi dirigido por Joe Hahn e lançado em 15 de Outubro de 2007.
Todo filmado em Los Angeles, o clipe é o único do material promocional do álbum Minutes to Midnight em que o vocalista do Linkin Park, Chester Bennington, aparece cantando sozinho. Sua narrativa é toda centrada num protesto violento de rua reprimido pela SWAT, a tropa de elite da polícia norte-americana. O MTV Overdrive disponibilizou as versões integral e censurada do vídeo.
A gravação do vídeo foi coordenada por Steven Ho e ocorreu na 20th Century Fox Studios.

### Versões
"Shadow Of The Day" tem 3 versões de clipes.
A Primeira é a versão que foi lançada mundialmente em 15 de Outubro de 2007.
A segunda versão do clipe teve o final alterado mostrando Chester andando por um beco, depois mostra policiais atirando, e a bolsa de Chester cai no chão, e na última cena, um grupo de pessoas sai correndo.
A terceira versão do clipe teve parte dela alterada, mostrando um esquema em uma folha no início e na metade do clipe, onde também mostra uma explosão em um prédio.

## Lançamento
De acordo com o site Linkin Park Inside Brasil, o single foi lançado dia 23 de Novembro de 2007 e o clipe em 15 de Outubro de 2007.

## Posições
| Top (2007)                                            | Melhor posição |
| ----------------------------------------------------- | -------------- |
| Estados Unidos - Billboard Hot 100                    | 15             |
| Estados Unidos - Billboard Pop 100                    | 9              |
| Estados Unidos - Billboard Faixas de Rock Moderno     | 2              |
| Estados Unidos - Billboard Hot Mainstream Rock Tracks | 6              |
| Estados Unidos - Hot Digital Songs                    | 15             |
| Estados Unidos - Hot Faixas de Videoclipe             | 23             |
| Estados Unidos - Hot Adult Top 40 Tracks              | 6              |
| União Europeia - Eurochart Hot 100 Singles            | 21             |
| Austrália - Hot 40                                    | 15             |
| Reino Unido - Top 75 Singles                          | 46             |
| Equador - Top 17                                      | 1              |
| Nova Zelândia - Top 40                                | 13             |
| Alemanha - Top 100                                    | 12             |
| África do Sul - Top 40                                | 17             |
| Canadá - Hot 100                                      | 12             |
| Portugal - Top 50 Nacional                            | 12             |
| Áustria - Top 75 Singles                              | 6              |
| Brasil - Top 20                                       | 1              |
| França - Top 100                                      | 20             |
| United World Chart                                    | 7              |
| Singapura - Top 20                                    | 1              |
| Suíça - Top 100                                       | 11             |
| Polónia - Top 50                                      | 5              |
| Suécia - Top 60                                       | 20             |

## Pontos
| 1  | 20 | 104.000 | 104.000   |
| 2  | 15 | 124.000 | 228.000   |
| 3  | 14 | 131.000 | 359.000   |
| 4  | 13 | 172.000 | 531.000   |
| 5  | 10 | 155.000 | 686.000   |
| 6  | 8  | 153.000 | 839.000   |
| 7  | 9  | 156.000 | 995.000   |
| 8  | 7  | 157.000 | 1.152.000 |
| 9  | 7  | 161.000 | 1.313.000 |
| 10 | 9  | 157.000 | 1.470.000 |
| 11 | 8  | 155.000 | 1.625.000 |
| 12 | 8  | 154.000 | 1.779.000 |
| 13 | 13 | 143.000 | 1.922.000 |
| 14 | 11 | 143.000 | 2.065.000 |
| 15 | 16 | 128.000 | 2.193.000 |
| 16 | 19 | 111.000 | 2.304.000 |
| 17 | 23 | 105.000 | 2.409.000 |
| 18 | 24 | 90.000  | 2.499.000 |
| 19 | 28 | 83.000  | 2.582.000 |
| 20 | 35 | 70.000  | 2.652.000 |
| 21 | 40 | 61.000  | 2.713.000 |
| 22 | 36 | 64.000  | 2.777.000 |